# Schloss Châteauneuf-sur-Loire

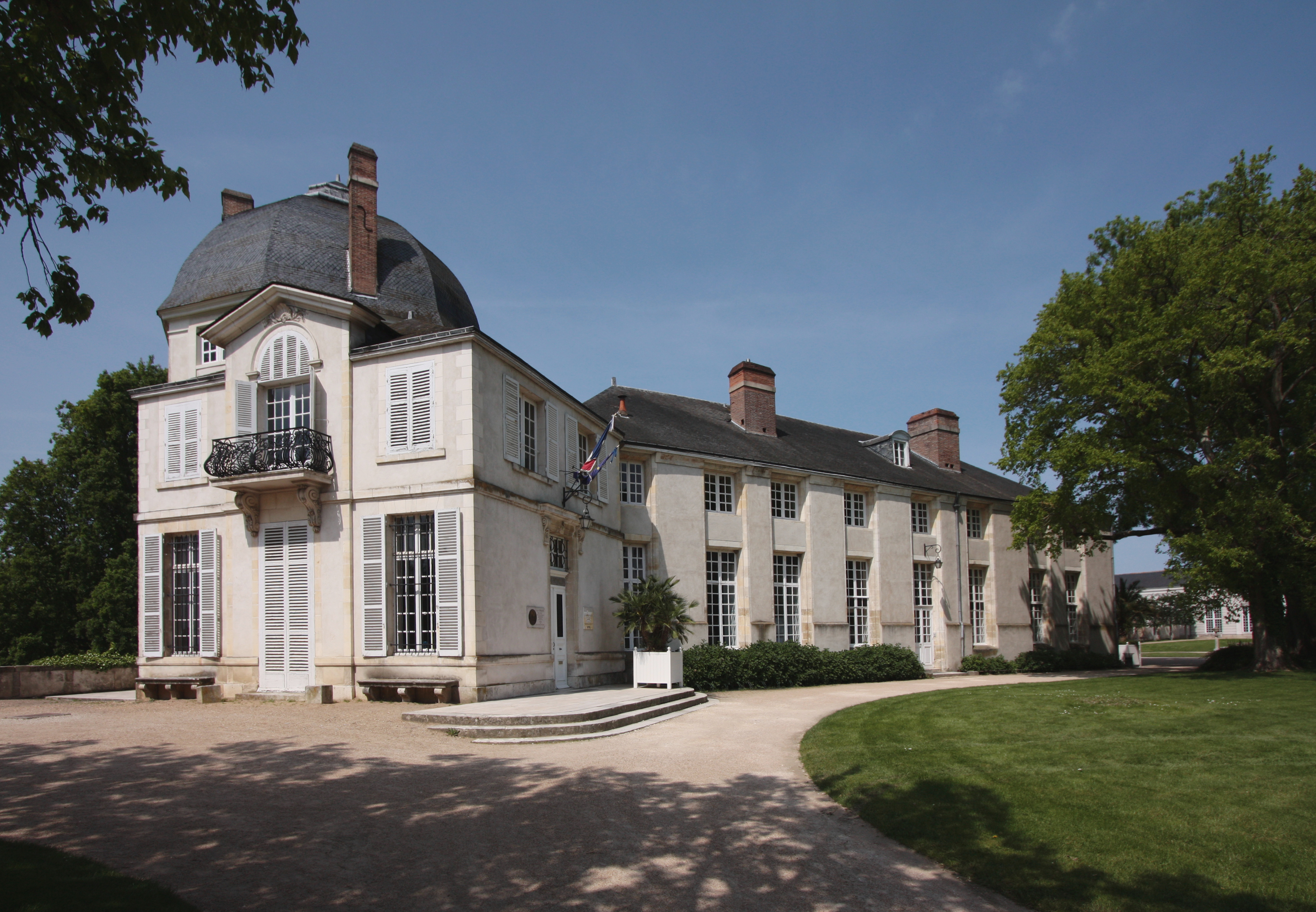
Erhalten gebliebene Gebäude des Schlosses Chateauneuf von Osten: im Vordergrund die heutige Mairie, dahinter die Rotunde

Das Schloss Châteauneuf-sur-Loire war ein Schloss aus dem 17. und 18. Jahrhundert, dessen Reste sich in Châteauneuf-sur-Loire im französischen Département Loiret befinden, da von dem Ensemble aufgrund der Revolution kaum noch etwas erhalten geblieben ist.

## Geschichte
An diesem Ort gab es nacheinander mindestens drei Burgen oder Schlösser, die den architektonischen Moden der Zeit folgten, bevor sie abgerissen und durch ein neues Gebäude ersetzt wurden.
Die erste Burg aus dem 11. Jahrhundert war eine massive Festung mit vier Türmen, die von König Heinrich I. errichtet wurde; es war zu dieser Zeit das jüngste der königlichen Schlösser und erhielt deshalb den Namen „Château Neuf“, also „Neues Schloss“. Später wohnten hier zeitweise die französischen Könige von Ludwig VI. der Dicke, Ludwig VII. der Jüngere, Ludwig IX. der Heilige und Karl IV. der Schöne; 1328 wurde hier Karls Tochter Blanche geboren, 1343 Jeanne, die Tochter des König Johann II. der Gute; Blanche heiratete später Philippe de Valois, Duc d’Orléans, der sich hier ebenso aufhielt wie sein Nachfolger Charles (1403). Ludwig XII. schenkte es seiner Ehefrau Jeanne de Valois, nachdem er sie 1498 verstoßen hatte.
Im späteren Teil des zweiten Viertel des 16. Jahrhunderts gehörte Châteauneuf dem 1529 aus Italien geflohenen, 1544 zum Marschall von Frankreich ernannte und 1550 gestorbenen Giovanni Caracciolo geschenkt, in den Jahrzehnten danach offenbar seinen Kindern, von denen drei auf dem Schloss starben (1555, 1569 und 1586). Im Jahr 1644 gehörte es dann dem Surintendant des Finances Michel Particelli († 1650) und anschließend seiner Tochter Marie († 1670), die 1635 Louis I. Phélypeaux de La Vrillière geheiratet hatte, zum Marquis de Châteauneuf ernannt wurde und 1681 in einem Mausoleum in der Kirche des Ortes ruht.
Das als Zentrum des Marquisats anzusehende Schloss wurde Ende des 17. Jahrhunderts an der Stelle des königlichen Vorgängerbaus errichtet. Einige Teile und Strukturen des Herrschaftssitzes wurden aus einem gelben Kalkstein aus den Steinbrüchen der Stadt Apremont-sur-Allier gefertigt. Die Steinblöcke wurden dann auf dem Wasserweg über den Lauf der Allier und später der Loire mit Flachbodenbooten transportiert.
1783 verkauften die Erben des 1777 gestorben Louis Phélypeaux de Saint-Florentin, Duc de La Vrillière, das Schloss an den Duc de Penthièvre († 1793); dieser ließ Veränderungen bei der Innenausstattung vornehmen, sowie die den das Schloss umgebenden Wassergraben an drei Seiten trockenlegen und planieren (Douves sèches) und in die Gartenanlagen vor dem Schloss (heute Parc du Château et de la Mairie) einbeziehen. Erhalten blieb lediglich der Graben im Südwesten des Schlosses (Douves du Château) als Bestandteil der Parkanlagen. Zudem ließ er Lindenallee pflanzen, um seiner Schwiegertochter, der Princesse de Lamballe, Schatten zu spenden, bis sie 1792 auf dem Schafott sterben sollte.
Zwischen 1792 und 1794 wurde das Schloss von dem Architekten Benoît Lebrun aus Orléans gekauft, der einen großen Teil des Gebäudes zerstören ließ und dort am 29. September 1819 starb. Nur die Eingangstore, ein Pavillon mit polygonaler Rotunde und einem Kuppeldach, die Nebengebäude und die Eingangspavillons erhalten blieben. Neben der Rotunde wurde ein älterer Teil zur Mairie umgebaut und dabei verstümmelt.
Die Gemeinde Châteauneuf-sur-Loire kaufte das Schloss 1926 und richtete dort Schulen und das Rathaus ein. In den Stallungen des Schlosses gegenüber der Hauptfassade wurde das Musée de la Marine de Loire eingerichtet – dieser Teil des Schloss war nur deswegen der Zerstörung entgangen, weil es zu diesem Zeitpunkt noch als Pferdestall gebraucht wurde.
Am 24. Juni 1927 wurden Teile des Schlosses als Monument historique klassifiziert: der achteckige Pavillon; das Gebäude der ehemaligen Stallungen und der große Pavillon an der südöstlichen Ecke des Vorhofs, genannt Pavillon de l'Horloge. Am 11. Juli 1942 folgten das Eingangstor und die beiden Pavillons, die es einrahmen, die Orangerie und Flügel des ehemaligen Schlosses.

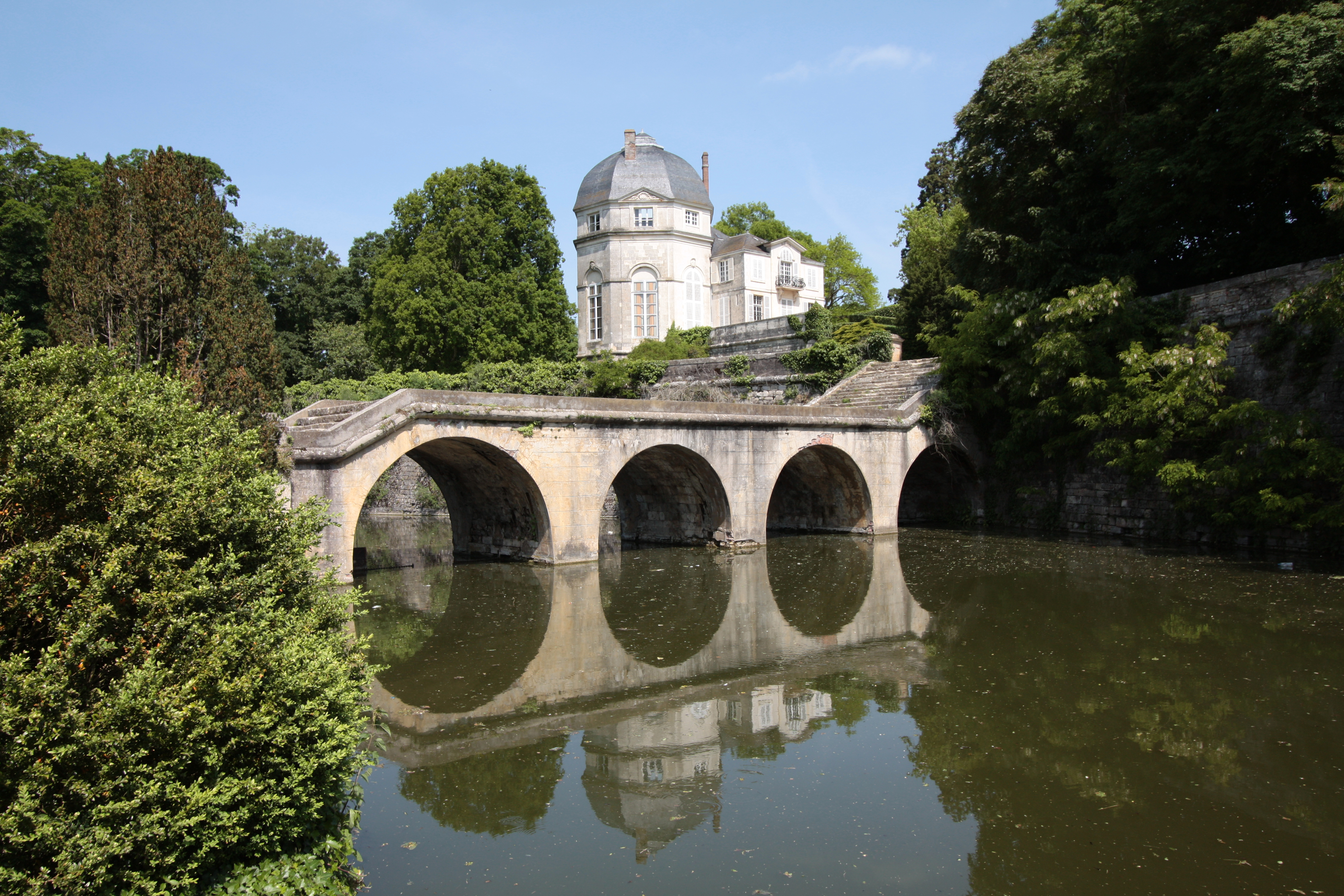
Überreste des Schlosses Chateauneuf mit Freitreppe und Brücke, die zum Park hinunterführt, sowie Rotunde und Mairie von Süden

## Park
Die Gestaltung des aus dem 17. Jahrhundert stammenden Parks erfolgte zunächst unter dem Einfluss von André Le Nôtre. 1821 wurde der Park auf Anregung von René Charles Huillard d'Hérou zu einem Park im englischen Stil umgestaltet.
Der Park erstreckte sich über 22 Hektar und umfasst einen Fluss, der den Schlossgraben mit den Ufern der Loire verbindet. Allerdings ist ein großes Teil mittlerweile einer grünen Wiese gewichen, nur eine bewaldete Allee entlang der Straße nach Orléans ist übriggeblieben, zu deren Flora eine Rhododendren- und Azaleenallee, sowie eine Riesenmagnolie gehören. Der Park beherbergt darüber hinaus rund 30 bemerkenswerte Bäume, darunter einen Japanischen Schnurbaum und einen Virginia-Tulpenbaum, die seit Juni 2009 im Verzeichnis der Arbres remarquables de France eingetragen sind.
1934 wurde der Conseil Général des Départements Loiret Eigentümer des Parks als Parc départemental de Châteauneuf-sur-Loire und übernahm seine Entwicklung.
In den Jahren 2010/11 hat der Conseil Général des Département Loiret sieben Hektar des Parks erschlossen, um die Feuchtgebiete des Parks zu sanieren und die Promenade mit der Loire zu verbinden.